# Хмелидзе, Давид Мурманович
Давид Мурманович Хмелидзе (28 апреля 1979, Сочи, Краснодарский край, РСФСР) — российский и грузинский футболист, вратарь.

## Карьера

### Клубная
Воспитанник ДЮСШ «Жемчужина» (Сочи). Выступал в течение нескольких лет за вторую команду сочинцев. В 2000 году перешёл в «Ростсельмаш». В 2001 году Хмелидзе сыграл два матча в российском Высшем дивизионе. В Ростове-на-Дону голкипер находился до 2003 года, однако больше сыграть за основную команду ростовчан ему не удалось.
С 2003 по 2008 год Хмелидзе выступал за различные российские коллективы Первого, Второго дивизионов и ЛФК. Некоторое время вратарь провел в чемпионатах Молдавии и Белоруссии.
После завершения карьеры Хмелидзе стал тренером ДЮСШ «Монолит» (Сочи).

### Международная
В ранние годы вызывался в расположение молодёжной сборной Грузии по футболу.
9 мая 2001 года в домашнем товарищеском матче против сборной Азербайджана, выйдя после перерыва на замену Ираклию Зоидзе, дебютировал в составе национальной сборной Грузии, отстояв «на ноль».